# アデライード協奏曲

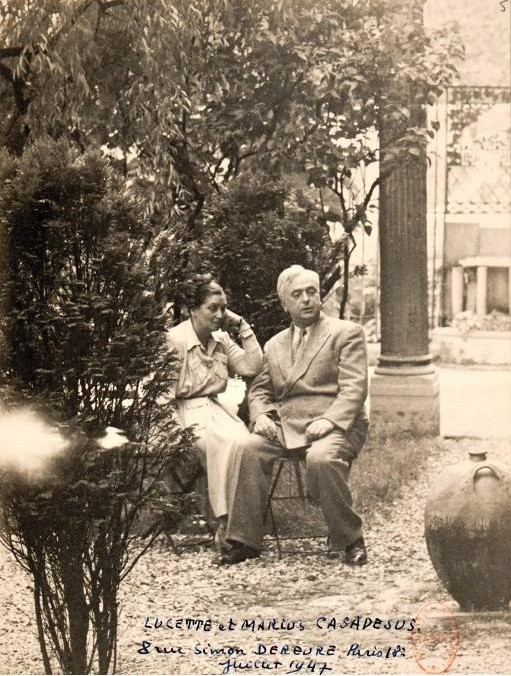
実際の作曲者マリウス・カサドシュと妻のルセット

『アデライード協奏曲』（Adélaïde Concerto）は、かつてヴォルフガング・アマデウス・モーツァルトが作曲したと吹聴された『ヴァイオリン協奏曲 ニ長調』のことである。通し番号をつけて『ヴァイオリン協奏曲第8番』と表記されることもあった。
モーツァルト作品目録において K. Anh. 294a という整理番号さえ与えられた。しかしながら20世紀まで存在が知られていなかったことから、後にマリウス・カサドシュの贋作であったことが発覚した。モーツァルト作品目録の第6版においては、新たに K. Anh.C 14.05 という番号に変更されている。

## 概要

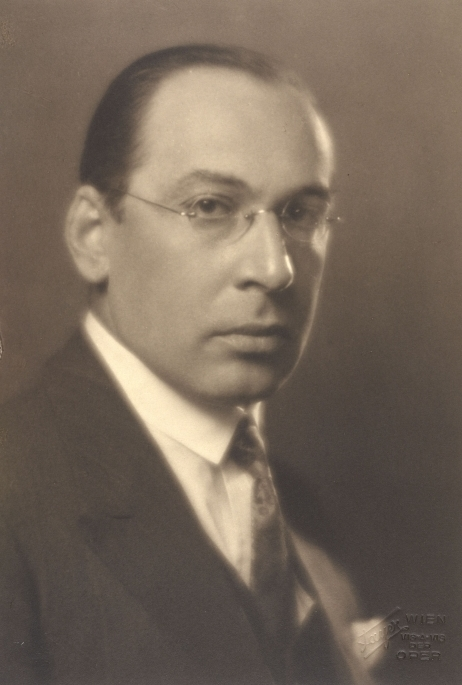
アルフレート・アインシュタイン

1933年に初めてピアノ・スコアで出版された時、「校訂者」のカサドシュは、10歳のモーツァルト少年による自筆譜からこの出版譜を編集したことや、譜面にはルイ15世の長女アデライード王女への献辞があることを報告した。
この真偽の疑わしい草稿は虫のいいことに、アルフレート・アインシュタインやフリードリヒ・ブルーメといった音楽学者に決して閲覧することが許されず、ブルーメはカサドシュから、「自筆譜は2段の譜表によっており、そのうち上段は独奏パート（に加えてトゥッティ）が、下段はバスが記入されている」との説明を受けている。
カサドシュは、ペテンにかかった相手を確実におちょくることになるというのに、ブルーメによると「上段はニ長調で、下段はホ長調で記譜されている」とも報告したという。
来歴がないにもかかわらず、ブルーメはまんまとこの協奏曲に騙されてしまった。しかしアインシュタインは疑念を呈し、「“クライスラー風の”煙幕を張られた作品」と呼んだ。
その他の多くの研究者も、同様の疑問を表明したが、ようやく1977年になって、カサドシュが著作権論争の最中に、この怪しい「モーツァルト作品」が真作ではなく、自分の贋作であることを認めた。
『アデライード協奏曲』は、時に誤って兄アンリの作品と表記されることがある。おそらくはカサドシュ兄弟がゲオルク・フリードリヒ・ヘンデルやヨハン・クリスティアン・バッハなどの名義で多くの偽作を創り上げたからであろう。
ユーディ・メニューイン、ヴァネッサ・メイなどが録音を残している。

## 構成
次の3楽章から構成される。
- 第1楽章 アレグロ
ニ長調、4分の4拍子、協奏ソナタ形式。
お使いのブラウザーでは、音声再生がサポートされていません。音声ファイルをダウンロードをお試しください。
- 第2楽章 アダージョ
イ長調、4分の2拍子（8分の4拍子）、協奏ソナタ形式。
- 第3楽章 アレグロ
ニ長調、4分の2拍子（8分の6拍子）、ロンド形式。

## 参考資料
- Biography of Marius Casadesus (source of information about copyright dispute above).
- Friedrich Blume, "The Concertos: (1) Their Sources," in H.C. Robbins Landon and Donald Mitchell, eds., The Mozart Companion, NY: Norton, 1956, p. 220ff. ISBN 0-393-00499-6. (Source of other details on concerto. Published before Casadesus' revelation of his authorship.)
- Stanley Sadie, The New Grove Mozart (NY: Norton, 1983), p. 206. ISBN 0-393-30084-6. (Source of catalogue numbers.)
- Mozart: The Violin Concertos, Vol. 3. Mela Tenenbaum, violin; Czech Philharmonic Chamber Orchestra conducted by Richard Kapp. ESSAY Recordings, catalogue number CD-1072. (Source of information on tempos of movements.)
- Dennis Pajot's article "KV Anh 294a, Adelaide Violin Concerto" at mozartforum.com. (Source of Einstein quote.)